# Joconde d'Aoste
Joconde d‘Aoste   (mort en 523)  est un  évêque d'Aoste du début du VIe siècle. 

## L'histoire
L’évêque Joconde n’est connu que par deux souscriptions faites lors de synodes tenus à Rome sous le roi Théodoric le Grand maître du royaume ostrogoth pour statuer sur le cas du pape Symmaque. Il participe à ces assemblées  avec l’archevêque de Milan  Lorenzo (490-511) dont il est le suffragant avec les évêques de Bergame, de Crémone et de  Pavie.
- Synode  du Palmaris du 23 octobre 501 :  « Iucundus episcopus ecclesia augustanae subscripsi ».
- Synode du 6 novembre 502 : « Iucundus » (sans autre indication)

Une correspondance du roi Théodoric le Grand vers 511/518 à l'archevêque Eustorge II de Milan, évoque un évêque d'Aoste qui a été faussement dénoncé pour trahison et dans laquelle le roi demande à l'archevêque de punir les accusateurs qui sont des membres du clergé. Toutefois le nom du prélat calomnier n'est pas mentionné et rien de permet de l'identifier formellement à Joconde, car il s'agit peut-être de son successeur anomyme.  

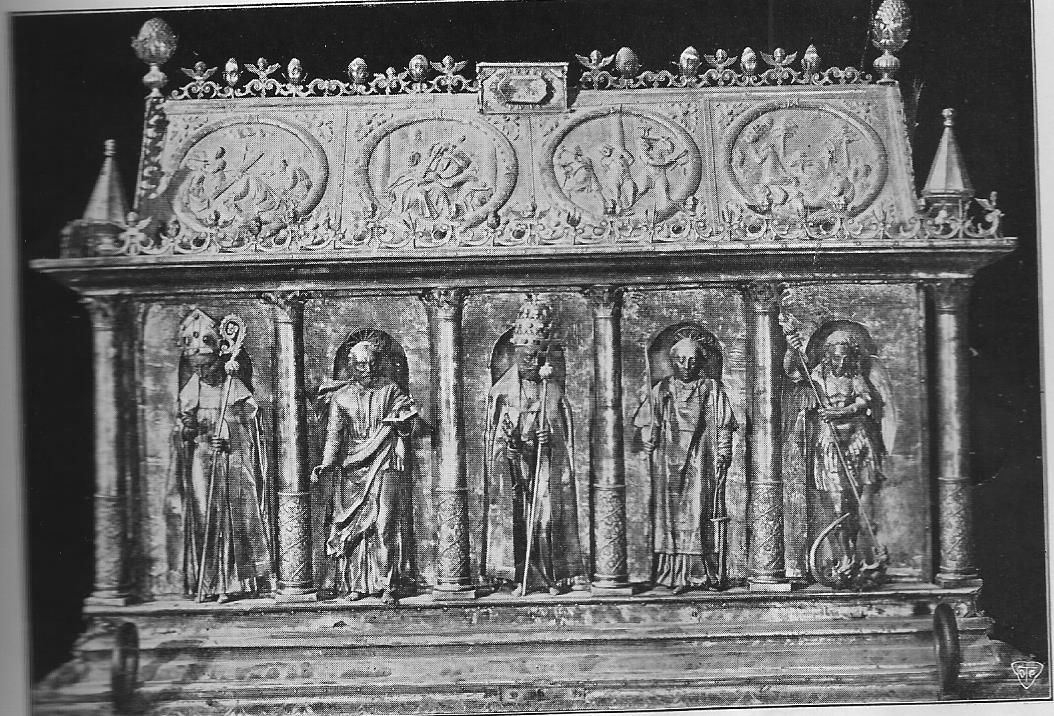
Chasse de Saint-Joconde (cathédrale d'Aoste)
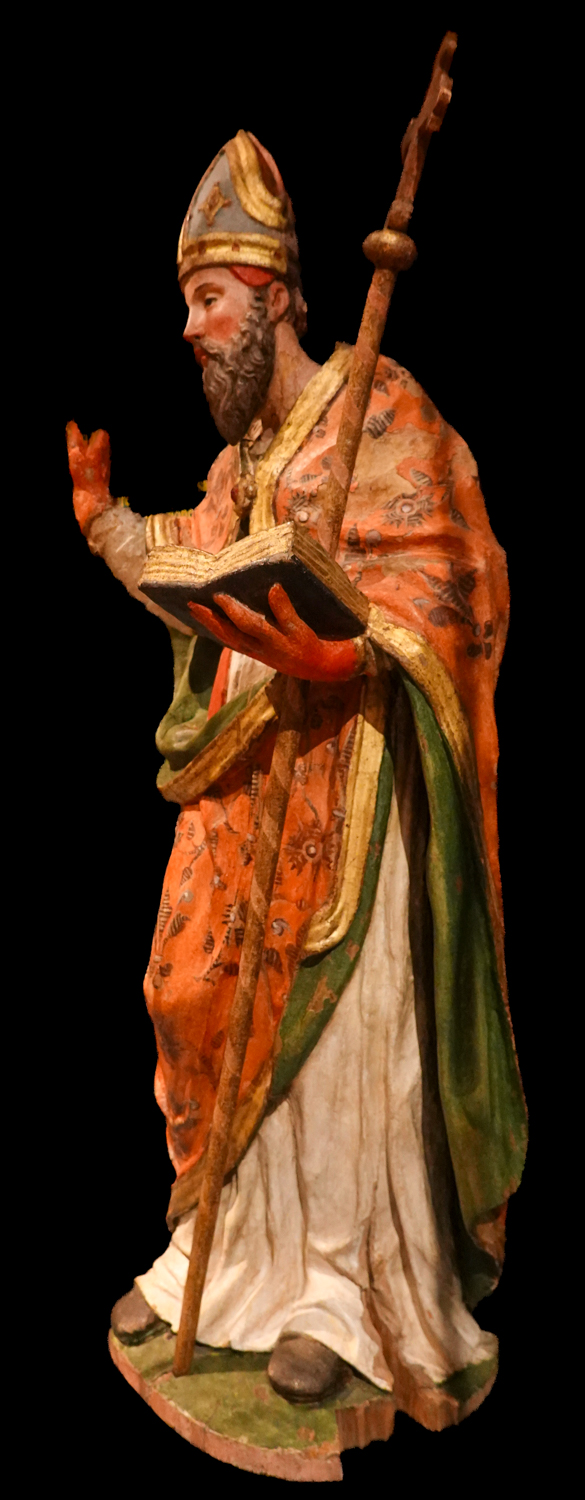
Statue de Saint Joconde d'Aoste - Collection de Sarriod-de-La-Tour - musée des Alpes

Le chef de Joconde se trouve dans un reliquaire de 1449  réalisé aux frais du chapitre  d’Aoste. Ses reliques furent  déposées elles aussi dans la Cathédrale d'Aoste  le 21 décembre 1615  dans une chasse  réalisée  à partir de 1613.Le Martyrologe romain fixe sa fête au 30 décembre.

## La légende
Dans son ouvrage l’abbé Joseph-Marie Henry  rapporte la vie légendaire de cet évêque qu’il dédouble  suivant en cela Joseph-Auguste Duc,  sous les noms de saint Joconde Ier (490-523)  et saint Joconde II. Ce dernier personnage fictif aurait exercé ses fonctions pendant 50 ans de  810 et  860.  Ce pseudo Joconde  successeur d’un très douteux saint Grat II (775-810) serait né dans le hameau de Champs (Chésalet) dans l’actuelle paroisse de Brissogne.  Après avoir mené une vie consacrée aux visites des malades, aux aumônes aux pauvres et à la rédemption des pêcheurs il serait mort à un âge très avancé le 30 décembre 860. Il aurait ensuite rapidement été  honoré comme saint d’un culte local.
Selon Aimé-Pierre Frutaz, « l'existence de l'évêque Joconde du IXe siècle est attestée uniquement par le Vita légendaire de Saint Grat du XVe siècle que les études locales s'obstinent à considérer comme un document digne de foi »

## Sources
- (fr) Joseph-Auguste Duc, Saint Joconde II évêque d’Aoste. Sa vie et son culte, Aoste (1894).
- (it) Aimé-Pierre Frutaz, Le fonti per la storia della Valle d'Aosta, Edizioni di storia e letteratura, Rome (1966).